# Basket-ball aux Jeux panaméricains de 2019
Navigation
2015 2023
Les compétitions de basket-ball aux Jeux panaméricains de 2019 ont lieu du 27 juillet au 10 août 2019 à Lima, au Pérou.

## Médaillés
| Tournoi masculin     | Argentine Agustín Caffaro Luca Vildoza Luis Scola Facundo Campazzo Nicolás Laprovíttola Nicolás Brussino Máximo Fjellerup Marcos Delía Gabriel Deck Lucio Redivo Patricio Garino Tayavek Gallizzi                               | Porto Rico Christian Pizarro Joseph Soto Devon Collier Isaiah Manderson Iván Gandía Benito Santiago Jr. (en) Justin Reyes Emmanuel Ándujar Isaac Sosa Gilberto Clavell (en) Derek Reese Christopher Brady        | États-Unis Collin Gillespie Andre Reeves Ty-Shon Alexander Myles Cale David Duke Jr. Mustapha Heron (en) Jermaine Samuels Jr. (en) Myles Powell Alpha Diallo Tyler Wideman (en) Junathaen Watson Geoffrey Groselle             |  |  |  |
| Tournoi féminin      | Brésil Isabela Ramona (en) Raphaella Monteiro Patrícia Teixeira (en) Tainá Paixão (en) Lays da Silva Tatiane Pacheco (en) Clarissa dos Santos Aline Cezário Érika de Souza Débora Costa (en) Stephanie Soares Izabella Sangalli | États-Unis Kiana Williams Taylor Mikesell Tyasha Harris Kathleen Doyle Chennedy Carter Mikayla Pivec Lindsey Pulliam Peyton Williams Beatrice Mompremier (en) Brittany Brewer Isabella Alarie Michaela Onyenwere | Porto Rico Jennifer O'Neill (en) Tayra Meléndez (en) Anushka Maldonado (en) Pamela Rosado (en) Allison Gibson (en) Sofía Roma Dayshalee Salamán (en) Gileysa Penzo Deanna Kuzmanic Jazmon Gwathmey Isalys Quiñones India Pagan |  |  |  |
|                      | | | |  |  |  |
| Tournoi 3x3 masculin | États-Unis Sheldon Jeter Dominique Jones Kareem Maddox Jonathan Octeus | Porto Rico Gilberto Clavell (en) Josue Erazo Tjader Fernández Ángel Matías | République dominicaine Reyson Beato Adonis Núñez Bryan Piantini Henry Valdez |  |  |  |
| Tournoi 3x3 féminin  | États-Unis Ruth Hebard Sabrina Ionescu Olivia Nelson Christyn Williams (en) | Argentine Andrea Boquete (en) Melisa Gretter (en) Victoria Llorente (en) Natacha Pérez (en) | République dominicaine Carolay Hernández Sugeiry Monsac Giocelis Reynoso Nelsy Sentil |  |  |  |

## Tableau des médailles
| Rang | Nation                 | Or | Argent | Bronze | Total |
| ---- | ---------------------- | -- | ------ | ------ | ----- |
| 1    | États-Unis             | 2  | 1      | 1      | 4     |
| 2    | Argentine              | 1  | 1      | 0      | 2     |
| 3    | Brésil                 | 1  | 0      | 0      | 1     |
| 4    | Porto Rico             | 0  | 2      | 1      | 3     |
| 5    | République dominicaine | 0  | 0      | 2      | 2     |
|      | Total                  | 4  | 4      | 4      | 12    |